# Lluís Barceló i Ginesta
Lluís Barceló i Ginesta   (Marçà, 12 de gener de 1917 - Tarragona, 7 de maig de 2004) fou un futbolista català de la dècada de 1940.

## Trajectòria
Després de començar al club del seu poble, fou fitxat per la UE Sants, club on jugà durant 4 temporades, la major part de les quals en plena Guerra Civil i la darrera d'elles a la Tercera Divisió espanyola. El 1940 fitxà pel Reus Deportiu, club amb el qual tornà a jugar a Tercera Divisió, i el 1941 jugà cedit al Cadis CF, per estar realitzant el servei militar a terres andaluses. La temporada 1942-43 va fitxar pel RCD Espanyol, club on no va gaudir de molts minuts, disputant tan sols 9 partits de lliga a Primera, amb dos gols marcats, i un de copa. L'equip va haver de jugar la promoció per mantenir la categoria, i els diversos entrenadors, Patricio Caicedo i Pere Solé-Ricard Zamora, no van confiar gaire en ell. Malgrat tot, en el seu debut marcà el gol de la victòria davant el València CF. Posteriorment jugà amb el Gimnàstic de Tarragona, tant a Tercera com a Segona Divisió i al Reial Múrcia CF. Jugà dos partits amb la selecció catalana de futbol entre 1942 i 1944.
Un cop es retirà, exercí d'entrenador de clubs modestos com el CF Reus Deportiu.